# American Horse, o Velho

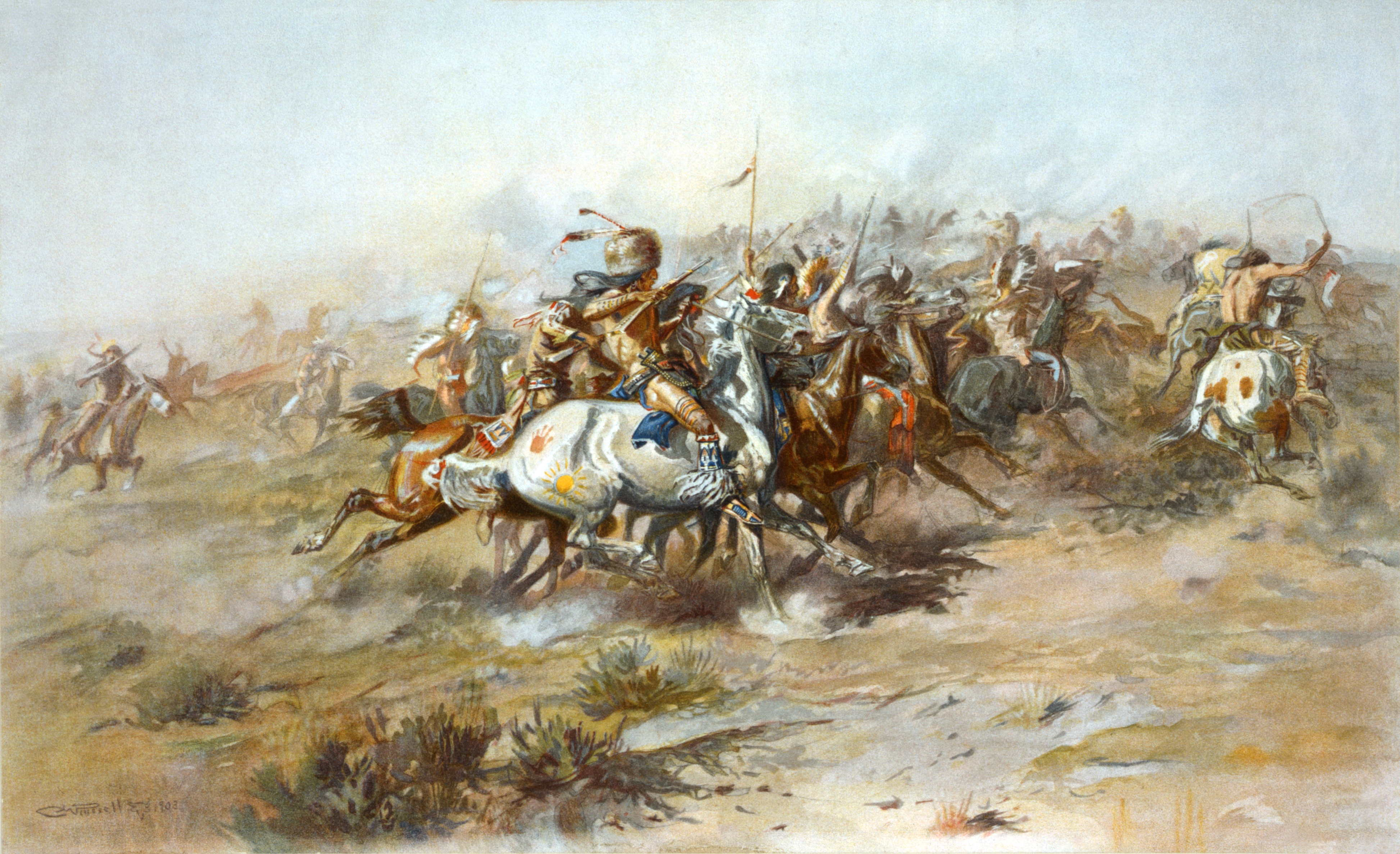
American Horse, o Velho esteve aliado com Crazy Horse durante a Guerra de Red Cloud, a Batalha de Little Bighorn e na Grande Guerra Sioux de 1876–1877

American Horse, o Velho (Oglala Lakota: Wašíčuŋ Tȟašúŋke; 1830 – 9 de setembro de 1876) foi um chefe guerreiro Oglala Lakota conhecido por sua coragem e honra. American Horse, o Velho é notável na história americana como um dos principais chefes de guerra aliados a Crazy Horse durante a Guerra de Red Cloud (1866–1868) e a Batalha de Little Bighorn durante a Grande Guerra Sioux de 1876–1877. O chefe American Horse era filho do chefe Smoke, o Velho, um chefe Oglala Lakota e um dos últimos grandes da Shirt Wearers, uma sociedade guerreira Lakota de grande prestígio.
Ele foi signatário do Tratado de Fort Laramie de 1868, junto com seus irmãos chefes Red Cloud e Blue Horse. Mais ou menos um mês após o Tratado, American Horse foi escolhido como "Ogle Tanka Un" (Shirt Wearer, ou líder de guerra) junto com Crazy Horse, Young Man Afraid of His Horses e Man That Owns a Sword. Em 9 de setembro de 1876, American Horse foi mortalmente ferido na Batalha de Slim Buttes lutando para proteger sua família e defendendo-se contra a invasão branca de "Paha Sapa" Black Hills.

## O povo Smoke
O chefe American Horse era filho do chefe Smoke, o Velho. Ele era um chefe Oglala Lakota e um dos últimos grandes Shirt Wearers, uma sociedade guerreira Lakota de grande prestígio. O povo Smoke foi uma das famílias Lakota mais notáveis dos séculos XVIII e XIX. O chefe Smoke, o Velho foi um dos primeiros chefes Lakota a apreciar o poder dos brancos, seu número esmagador e a futilidade da guerra. Ele apreciou a necessidade de associação e aprendeu os costumes dos brancos. O chefe Smoke, o Velho tinha cinco esposas e muitos filhos. Os filhos de Smoke, o Velho carregaram o legado de liderança do Povo Smoke na cultura Oglala Lakota até o início do século XX. Os filhos dele são Spotted Horse Woman, Big Mouth (1822-1869), Blue Horse (1822-1908), Red Cloud (1822-1909), American Horse (1830-1876), Bull Bear III, Solomon Smoke II, No Neck e Woman Dress (1846-1920).

## Tratado de Ft. Laramie 1868
American Horse foi um dos principais chefes de guerra aliados a Crazy Horse e Red Cloud durante a Guerra de Red Cloud (1866-1868). American Horse foi signatário do Tratado de Fort Laramie de 1868, junto com Red Cloud e Blue Horse, seus irmãos. O tratado foi um acordo entre os Estados Unidos e a Nação Lakota garantindo aos Lakota a propriedade de Black Hills, "Paha Sapa", e direitos de terra e caça em Dakota do Sul, Wyoming e Montana. O Powder River Country seria doravante fechado para todos os brancos. O Tratado acabou com a Guerra de Nuvem Vermelha. Cerca de um mês após o Tratado de 1868, quatro "Ogle Tanka Un" (Shirt Wearers, ou líderes de guerra) foram escolhidos: Crazy Horse, American Horse, Young-Man-Afraid-of-His-Horses e Man That Owns a Sword.

## A "Marcha Horsemeat" de Crook

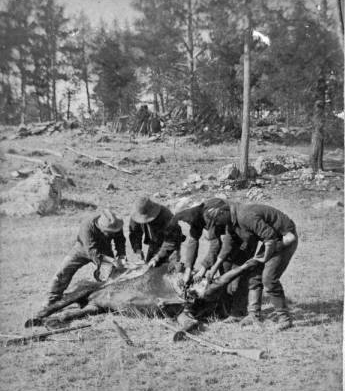
Soldados cortando cavalos abandonados na "Marcha Horsemeat" de Crook

A "Marcha Horsemeat" de Crook marcou o início de uma das marchas mais cansativas da história militar americana. O comando de Crook consistia em cerca de 2 200 homens: 1 500 de cavalaria, 450 de infantaria, 240 escoteiros indígenas e um contingente de funcionários civis, incluindo 44 escoteiros e carregadores brancos. Os escoteiros civis de Crook foram Frank Grouard, Baptiste "Big Bat" Pourier, Baptiste "Little Bat" Garnier, o capitão Jack Crawford e Charles "Buffalo Chips" White. A notícia da derrota de George Armstrong Custer na Batalha de Little Big Horn em 25 e 26 de junho de 1876 chegou ao leste enquanto os Estados Unidos comemoravam seu centenário. O público americano ficou consternado e pediu para punir os Sioux. Em 26 de agosto de 1876, com seus homens racionados por quinze dias, um determinado general Crook partiu do rio Powder e rumou para o leste em direção ao Little Missouri perseguindo os indígenas. Crook temia que os indígenas se dispersassem em busca de caça, em vez de enfrentar os soldados em combate após a luta com Custer. Todos os outros comandantes haviam desistido da perseguição, mas Crook resolveu dar uma lição aos indígenas. Ele pretendia mostrar que nem a distância, nem o mau tempo, nem a perda de cavalos nem a ausência de rações poderiam impedir o Exército dos EUA de seguir seus inimigos até o amargo fim. Correspondentes de guerra de jornais nacionais lutaram ao lado do general Crook e relataram a campanha por telégrafo. Correspondentes incorporados com Crook foram os jornalistas Robert Edmund Strahorn para o The New York Times, Chicago Tribune e Rocky Mountain News; John F. Finerty para o Chicago Times; Reuben Briggs Davenport para o New York Herald e Joe Wasson para o New York Tribune e The Daily Alta California (São Francisco).

## American Horses no Slim Buttes

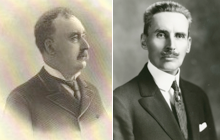
John F. Finerty e Robert Edmund Strahorn eram correspondentes de guerra, incorporados ao Gen. Crook, que relatou a Batalha de Slim Buttes

A Batalha de Slim Buttes foi travada em 9 e 10 de setembro de 1876, na Grande Reserva Sioux entre o Exército dos Estados Unidos e os Sioux. A Batalha de Slim Buttes foi a primeira vitória do Exército dos EUA após a derrota de Custer na Batalha de Little Big Horn em 25 e 26 de junho de 1876, na Grande Guerra Sioux de 1876-1877. O general de brigada, George R. Crook, um dos combatentes indígenas mais hábeis do Exército dos EUA, liderou a "Marcha Horsemeat", uma das expedições militares mais cansativas da história americana, destruindo a aldeia do chefe Oglala American Horse em Slim Buttes e repelindo um contra-ataque de Crazy Horse. O público americano estava obcecado com a notícia da derrota do General George Custer na Batalha de Little Bighorn; e correspondentes de guerra de jornais nacionais lutaram ao lado do general Crook e relataram os eventos. A Batalha de Slim Buttes sinalizou uma série de golpes punitivos que acabaram quebrando a resistência armada Sioux ao cativeiro da reserva e forçaram a perda de Black Hills "Paha Sapa".

### Aldeia

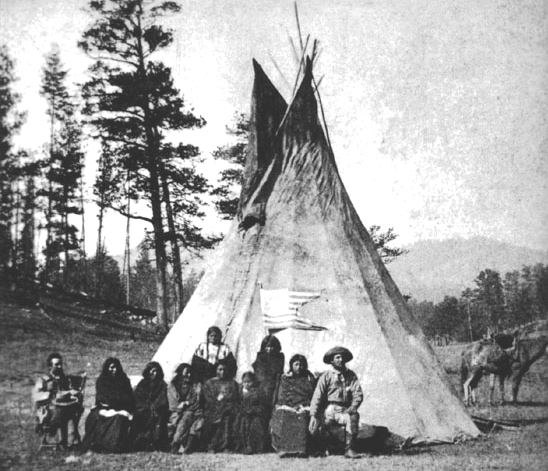
Guidon do 7.º Regimento de Cavalaria encontrado em Slim Buttes preso ao alojamento do chefe American Horse

Após a Batalha de Little Big Horn, os líderes Lakota se separaram, cada um fazendo o que achava melhor para seu povo. A maioria estava voltando para as reservas. Em 9 de setembro de 1876, o acampamento do chefe American Horse, com 37 alojamentos, cerca de 260 pessoas, das quais 30 a 40 eram guerreiros, foi atacado e destruído pelo General George Crook na Batalha de Slim Buttes. O acampamento do chefe American Horse era um rico prêmio. "Era a estação em que as ameixas silvestres amadurecem. Todos de Sioux estavam voltando para as organizações com suas mochilas cheias de carne seca, línguas de búfalo, bagas de búfalo frescas e secas, cerejas silvestres, ameixas e todos os alimentos básicos e guloseimas que agradavam o paladar indiano." As cabanas estavam cheias de peles e carne, e parecia ser uma aldeia muito rica. Crook destruiu comida, apreendeu trezentos ou quatrocentos pôneis, armas e munições, peles e cobertores.
Em um despacho escrito para o Omaha Daily Bee, o capitão Jack Crawford descreveu a cornucópia que encontrou: "tendas cheias de carnes secas, peles, miçangas e tudo o que a cabeça de um indígena poderia desejar." De importância, os soldados recuperaram itens da Batalha de Little Bighorn, incluindo um guidon do 7.º Regimento de Cavalaria da Companhia I, preso ao alojamento do Chief American Horse, e as manoplas ensanguentadas do capitão Myles Keogh morto. "Um dos maiores alojamentos, chamado por Grouard de "Brave Night Hearts", supostamente ocupado pelo guarda, continha trinta selas e equipamentos. Um homem encontrou onze mil dólares em um dos tipis. Outros encontraram três cavalos da 7.ª Cavalaria; cartas escritas para e pelo pessoal da 7.ª Cavalaria; vestuário de oficial; uma grande quantia em dinheiro; joia; armas e munições emitidas pelo governo."

### Desafio do chefe American Horse
Em 9 de setembro de 1876, a aldeia do chefe American Horse, em Slim Buttes, foi atacada em um ataque ao amanhecer pelo capitão Anson Mills e 150 soldados. No início de uma debandada de pôneis indígenas e carga de cavalaria, o chefe American Horse com sua família de três guerreiros e cerca de vinte e cinco mulheres e crianças recuou para uma das ravinas que cruzavam a aldeia entre os tipis. A ravina seca e sinuosa tinha quase 20 pés de profundidade e corria cerca de 200 metros de volta para uma encosta. Árvores e arbustos obstruíam a visão do interior. "Descobrimos que alguns dos indígenas haviam entrado em uma caverna em um lado da aldeia. Um dos homens começou a passar por aquele ponto na colina e, ao passar pelo local, ele e seu cavalo foram baleados. Esta caverna ou abrigo ficava no leito de um riacho seco. As crianças indígenas estavam brincando lá e cavaram um buraco na margem, de modo que se tornou mais uma caverna do que qualquer outra coisa, grande o suficiente para acomodar várias pessoas." Os soldados foram alertados sobre a ravina quando o soldado John Wenzel, Companhia A da Terceira Cavalaria, se tornou a primeira fatalidade do exército em Slim Buttes quando ele imprudentemente se aproximou da ravina pela frente e uma bala Sioux atingiu sua testa. O cavalo de Wenzel também foi baleado e morto. Foi feita uma tentativa de desalojar os indígenas e vários soldados ficaram feridos. "Grouard e Big Bat Pourier rastejaram perto o suficiente das margens da ravina para negociar com os indígenas escondidos em esforços para levá-los a se render. Mas os selvagens estavam tão confiantes no socorro de Crazy Horse e sua força muito maior, que estavam acampados apenas uma dúzia de milhas a oeste, e para quem eles enviaram mensageiros no início da manhã, que eles foram desafiadores até o fim." Os povos Sioux não sentiram necessidade urgente de se render, pois gritaram desafiadoramente para os soldados que mais acampamentos Sioux estavam próximos e seus guerreiros logo viriam para libertá-los. O chefe American Horse, antecipando o alívio de outras aldeias, construiu um parapeito de terra na frente da caverna e preparou uma defesa robusta.

### General Crook na ravina

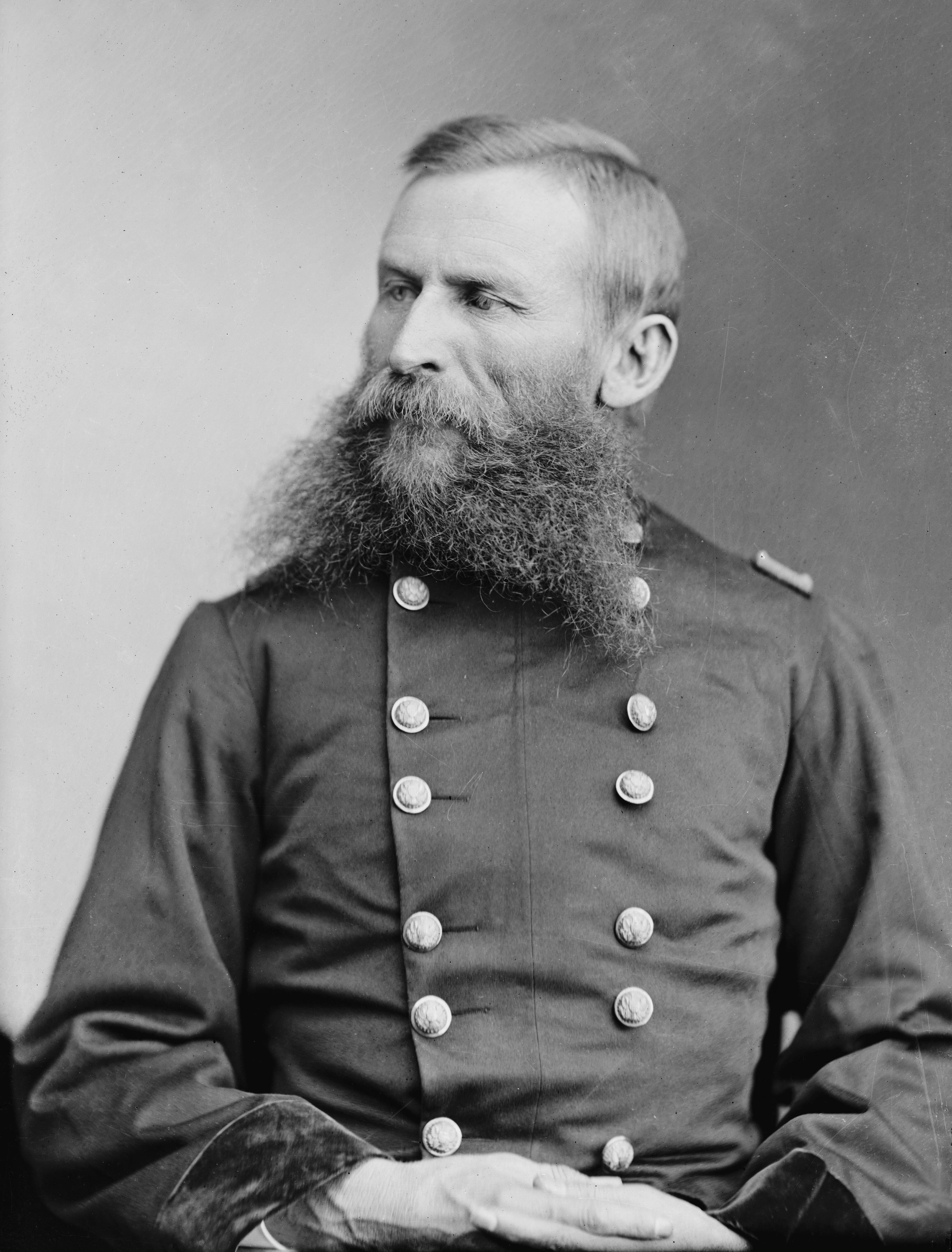
Embora o general Crook tenha sido um adversário no campo de combate, ele também foi um homem honrado e um defensor dos indígenas.

Em 9 de setembro de 1876, a coluna de reforços do General Crook suportou uma marcha forçada de trinta quilômetros até Slim Buttes durante cerca de quatro horas e meia, chegando às 11h30. Todo o comando entrou no vale, e a aldeia fervilhava de atividade como um formigueiro que acabava de ser levantado. Crook imediatamente estabeleceu seu quartel-general e montou um hospital de campanha em uma das lojas indianas. Crook fez um inventário do acampamento e do saque. O acampamento continha trinta e sete lojas. Uma menina de três ou quatro anos foi descoberta, mas nenhum corpo foi encontrado. Mais de cinco mil libras de carne seca foram encontradas e foi um "envio de Deus" para os soldados famintos. Os soldados separaram os estoques a serem salvos do maior número a ser destruído, e os tipis restantes foram derrubados. O General Crook então voltou toda a sua atenção para o chefe American Horse e sua família na ravina.
"Crook, exasperado com a defesa prolongada dos Sioux escondidos, e irritado com as baixas infligidas entre seus homens, formou um cordão perfeito de infantaria e cavalaria desmontada ao redor do covil indígena. Os soldados abriram sobre ela um fogo incessante, que fez as colinas circundantes ecoarem uma música terrível." "Os indígenas circunvalados distribuíram seus tiros liberalmente entre os soldados que se aglomeravam, mas a chuva de balas à queima-roupa dos últimos aterrorizou as infelizes squaws, e elas começaram a cantar o terrível canto da morte indígena. Os papooses uivavam tão alto, e tão lamentavelmente, que mesmo não disparando não conseguia abafar suas vozes. O general Crook ordenou aos homens que suspendessem as operações imediatamente, mas dezenas de soldados furiosos avançaram e tiveram de ser rechaçados pelos oficiais. "Nem o general Crook nem nenhum de seus oficiais ou homens suspeitaram que mulheres e crianças estivessem na ravina até que seus gritos foram ouvidos acima do volume de fogo derramado sobre o local fatal." Grouard e Pourier, que falavam a língua lakota, receberam ordens do general Crook de oferecer alojamento às mulheres e crianças. Isso foi aceito pelos sitiados, e Crook em pessoa foi até a boca da ravina e entregou uma mulher alta e bonita, que tinha um bebê amarrado nas costas. Ela tremeu toda e se recusou a liberar a mão do General. Outras onze mulheres indígenas e seis crianças foram retirados e aglomerados em torno de Crook, mas os poucos guerreiros sobreviventes se recusaram a se render e recomeçaram a luta com selvageria.

### "Chuva do Inferno"
O chefe American Horse recusou-se a sair e com três guerreiros, cinco mulheres e uma criança, permanecendo na caverna. Exasperado com o aumento das baixas em suas fileiras, Crook dirigiu parte de sua infantaria e cavalaria desmontada para se formar na abertura do desfiladeiro. No comando, os soldados abriram fogo constante e fulminante na ravina, que disparou cerca de três mil balas entre os guerreiros. Finerty relatou: "Então nossas tropas reabriram com uma 'chuva do inferno' sobre os bravos apaixonados, que, no entanto, lutaram com coragem espartana, contra probabilidades tão desesperadas, por quase duas horas. "Tal bravura incomparável eletrizou até mesmo nossos soldados enfurecidos em um espírito de cavalheirismo, e o General Crook, reconhecendo o fato de que os infelizes selvagens lutaram como demônios, em defesa de esposas e filhos, ordenou outra suspensão das hostilidades e convocou os heróis sombrios para render." Strahorn relembrou o horror da ravina em Slim Buttes. "Os gritos dos indígenas, disparos de armas, xingamentos de soldados, choro de crianças, latidos de cachorros, os mortos amontoados no fundo da vala sangrenta e lamacenta e os gritos dos feridos, apresentaram a cena mais agonizante que se apega na história. minha memória da guerra Sioux."

### Rendição do chefe American Horse
Quando as coisas se acalmaram, Frank Grouard e Baptiste "Big Bat" Pourier perguntaram novamente ao American Horse se eles sairiam do buraco antes que mais alguém fosse baleado, dizendo-lhes que estariam seguros se se rendessem. "Depois de alguns minutos de deliberação, o chefe, American Horse, um sioux de bela aparência e peito largo, com um rosto bonito e um pescoço de touro, apareceu na entrada da caverna, apresentando a coronha de seu rifle para o General. Ele acabara de levar um tiro no abdômen e disse em sua língua nativa que se renderia se as vidas dos guerreiros que lutaram com ele fossem poupadas. O chefe American Horse havia levado um tiro nas entranhas e estava segurando suas entranhas nas mãos quando saiu e apresentou a coronha de seu rifle ao general Crook. Pourier lembrou que viu pela primeira vez American Horse ajoelhado com uma arma na mão, em um buraco na lateral da ravina que ele havia cavado com uma faca de açougueiro. Duas das mulheres também ficaram feridas. Onze morreram no buraco. Grouard reconheceu chefe American Horse, "mas você não teria pensado que ele foi baleado por sua aparência e aparência, exceto pela palidez de seu rosto. Ele saiu marchando daquela armadilha mortal direto como uma flecha. Segurando uma de suas mãos manchadas de sangue, ele apertou minha mão." Quando o chefe American Horse apresentou a coronha de seu rifle, o general Crook, que pegou o rifle oferecido, instruiu Grouard a perguntar seu nome. O indígena respondeu na língua lakota: "American Horse". Alguns dos soldados que perderam seus camaradas na escaramuça gritaram: "Sem trégua!", mas nenhum homem teve base suficiente para tentar abater o chefe incapacitado. Crook hesitou por um minuto e então disse: 'Dois ou três Sioux, mais ou menos, não podem fazer diferença. Eu ainda posso usá-los para uma boa vantagem. "Diga ao chefe", disse ele voltando-se para Grouard, "que nem ele nem seus jovens sofrerão mais danos." "Esta mensagem tendo sido interpretada para o chefe American Horse, ele acenou para seus seguidores sobreviventes, e dois indígenas robustos, com seus passos largos, mas rápidos e graciosos, o seguiram para fora da ravina. Os intestinos do chefe se projetavam de seu ferimento, mas uma índia, talvez sua esposa, amarrou seu xale em torno da parte ferida, e então o pobre e destemido selvagem, sem nunca reclamar, caminhou lentamente até uma pequena fogueira de acampamento, ocupada por seu povo por volta de vinte metros de distância, e sentou-se entre as mulheres e crianças."

### Ataques a Crazy Horse
Crazy Horse tentou resgatar American Horse e sua família. Os indígenas que escaparam do ataque matinal de Mills espalharam a notícia para os acampamentos Lakota e Cheyenne próximos e informaram Crazy Horse, Sitting Bull e outros líderes de que foram atacados por 100 a 150 soldados. Crazy Horse imediatamente reuniu cerca de 600 a 800 guerreiros e cavalgou cerca de dezesseis quilômetros ao norte para resgatar o chefe American Horse e recuperar pôneis e suprimentos. Durante a tarde, o chefe American Horse e algumas das mulheres informaram ao General Crook, por meio dos batedores, que Crazy Horse não estava longe e que certamente seríamos atacados antes do anoitecer. "Antecipando aquele chá da tarde prometido por Crazy Horse, Crook desdobrou suas forças para dar àquele chefe a surpresa de sua vida. Escondendo a maior parte da ravina em prontidão e ansiedade para um ataque, ele posicionou apenas o suficiente dos meninos à vista para realizar a impressão, que os mensageiros indígenas haviam transmitido a Crazy Horse, que apenas cerca de cem soldados seriam encontrados para se opor a seus grandes reforços ansiosos e confiantes." Enquanto uma sepultura estava sendo cavada para o soldado Wenzel e os soldados famintos estavam prontos para jantar a carne de bisão capturada, tiros de rifle foram ouvidos nas falésias acima e ao redor do acampamento. Crook imediatamente ordenou que a aldeia fosse queimada. "Em seguida, seguiu-se o drama mais espetacular, tragicamente emocionante e gratificante de toda a Guerra Sioux, encenado com um cenário e uma visão para aqueles de nós no corpo de emboscada que não poderiam ser melhorados. O enorme anfiteatro, partindo de nossa posição na fila da frente da orquestra, subindo por um terreno que se eleva gradualmente até a borda das colinas que circundavam por três lados, não era diferente da situação que Crazy Horse havia escolhido para sua Batalha do Rosebud. Finerty conta como os indígenas atacaram. "Como os couraceiros napoleônicos em Waterloo, eles cavalgaram ao longo da linha procurando uma brecha para penetrar. Eles mantinham um movimento perpétuo encorajados por um guerreiro, sem dúvida o próprio Crazy Horse, que, montado em um veloz cavalo branco, galopava ao redor da formação e parecia possuir o poder da onipresença." Strahorn relatou: "De repente, os cumes pareciam vivos com uma multidão ansiosa, expectante e exultante de selvagens que disparavam para cima e para baixo na encosta, gritando e atirando de forma imprudente a cada salto."
Crazy Horse ficou surpreso ao encontrar a aldeia de American Horse reunida com a coluna principal de Crook de mais de dois mil soldados de infantaria, artilharia, cavalaria e batedores. "Crazy Horse sonhava tão pouco com os pesados reforços do pequeno bando do capitão Mills que, com a máxima confiança de 'nos comer vivos', ele lançou seus seguidores bem na frente e nos flancos de nossa esplêndida posição defensiva. Eles foram autorizados a se aproximar com gritos de gelar o sangue e em uma formação selvagem dentro do alcance fácil e seguro do rifle antes que a ordem de atirar fosse dada. Eles reagiram ao choque mortal de uma maneira que foi o verdadeiro começo do fim da Guerra Sioux, no que diz respeito a qualquer apresentação importante de Crazy Horse. Perplexos e desmoralizados pelas rajadas certeiras de nossos dois mil canhões, eles correram para se proteger em todas as direções, seguidos de perto por detalhes de nossos meninos que receberam esse tão procurado privilégio." "Falhando em entrar naquele círculo formidável, os indígenas, depois de disparar várias saraivadas, sua ordem original de batalha sendo completamente quebrada, e reconhecendo a loucura de lutar contra uma força tão numerosa por mais tempo, deslizaram para longe de nossa frente com toda a velocidade possível. Quando as sombras desceram para o vale, os últimos tiros foram disparados e o caso em Slim Buttes acabou."

### Vítimas

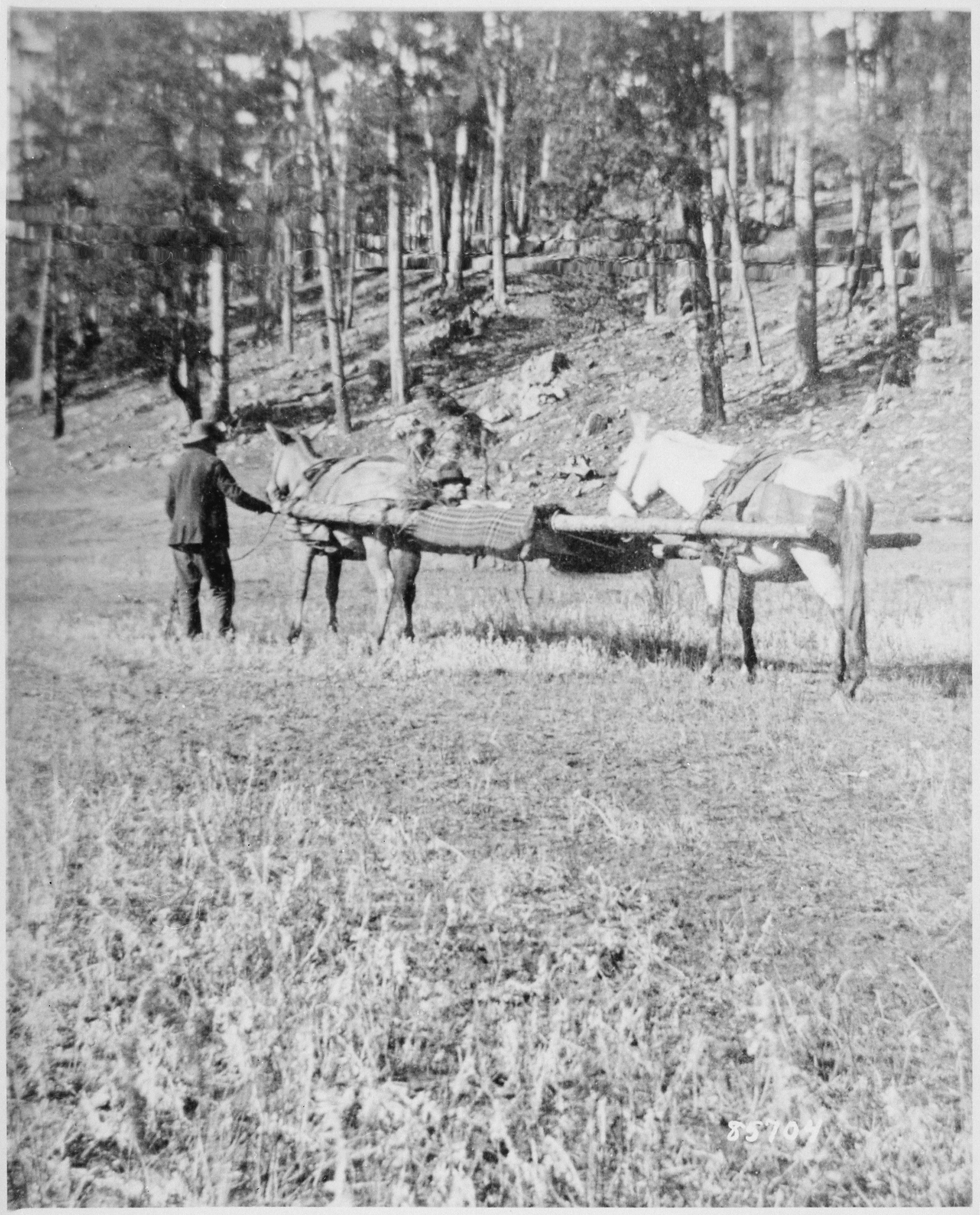
Maca puxada a cavalo carregando um homem ferido da Batalha de Slim Buttes

O capitão Mills relatou o ataque: "É comum que os comandantes chamem atenção especial para atos de coragem distinta, e confio nas circunstâncias extraordinárias de convocar 125 homens para atacar, na escuridão e no deserto, e nos calcanhares dos últimos terríveis desastres a seus camaradas, uma aldeia de força desconhecida, e da maneira galante com que executaram tudo o que lhes foi exigido para minha inteira satisfação." As baixas do Exército dos EUA foram relativamente leves, com uma perda de 30 homens: 3 mortos, 27 feridos, alguns gravemente. Como os guerreiros Lakota e Cheyenne mantinham uma distância de quinhentos a oitocentos metros e disparavam consistentemente suas armas para o alto, as baixas foram poucas. Os que morreram no campo foram os soldados John Wenzel e Edward Kennedy, além do escoteiro Charles "Buffalo Chips" White." O soldado Kennedy, Companhia C de Quinta Cavalaria, teve metade da panturrilha de sua perna estourada em uma barragem e, durante toda a noite, a equipe médica trabalhou para salvar sua vida. O soldado Kennedy e o chefe American Horse morreram no alojamento dos cirurgiões naquela noite. O tenente Von Luettwitz teve sua perna quebrada amputada acima do joelho e o soldado John M. Stevenson da Companhia I da Segunda Cavalaria, recebeu um grave ferimento no tornozelo na ravina. "Os indígenas devem ter perdido bastante. Vários de seus pôneis, com freios, mas sem cavaleiro, foram capturados durante a noite. Os indígenas nunca abandonam seus cavalos de guerra, a menos que sejam surpreendidos ou mortos. Poças de sangue foram encontradas nas bordas das falésias, indicando onde os guerreiros de Crazy Horse pagaram a penalidade de seu valor com suas vidas." Os registros de vítimas indígenas variaram e muitos corpos foram levados. Sioux confirmou que foram contabilizados pelo menos 10 mortos e um número desconhecido de feridos. Cerca de 30 homens, mulheres e crianças Sioux estavam na ravina com o chefe American Horse quando o tiroteio começou, e 20 mulheres e crianças se renderam a Crook. Dez indivíduos permaneceram na ravina durante a "Chuva do Inferno" e cinco foram mortos; Iron Shield, três mulheres, uma criança e o chefe American Horse que morreu naquela noite. Os demais foram feitos prisioneiros. Charger Bear resistiu desesperadamente e finalmente foi arrastado para fora de seu covil no fundo da ravina profunda com apenas um cartucho sobrando. Feito prisioneiro, ele logo depois se alistou com o General Crook, exibindo grande destreza e bravura em nome de seu novo líder e contra seus antigos camaradas."

### Morte de American Horse
Chefe American Horse foi examinado pelos dois cirurgiões. Um deles puxou as mãos do chefe e os intestinos caíram. "Diga a ele que ele morrerá antes da manhã seguinte", disse o cirurgião. Os cirurgiões trabalharam inutilmente para fechar seu ferimento no estômago, e o chefe American Horse recusou a morfina, preferindo apertar um pedaço de pau entre os dentes para esconder qualquer sinal de dor ou emoções, e assim ele morreu brava e impassivelmente. Chief American Horse permaneceu até às seis da manhã e confirmou que as tribos estavam se dispersando e ficando desencorajadas pela guerra. "Ele parecia satisfeito porque as vidas de suas mulheres e filhos foram poupadas." O Dr. Valentine McGillycuddy, que atendeu o chefe moribundo, disse que ele estava alegre até o fim e manifestou o maior afeto por suas esposas e filhos. As mulheres e crianças de American Horse foram autorizadas a permanecer no campo de batalha após a morte do herói obscuro e, posteriormente, caíram nas mãos de seu próprio povo. Mesmo "Ute John" respeitou a argila fria do bravo líder Sioux, e seu cadáver não foi submetido ao processo de escalpelamento." Crook foi muito gentil em suas garantias a todos eles de que nenhum outro dano ocorreria se eles continuassem pacificamente, e bastou apenas um ou dois dias de tratamento gentil para fazê-los se sentirem em casa.

## Dois "American Horse"

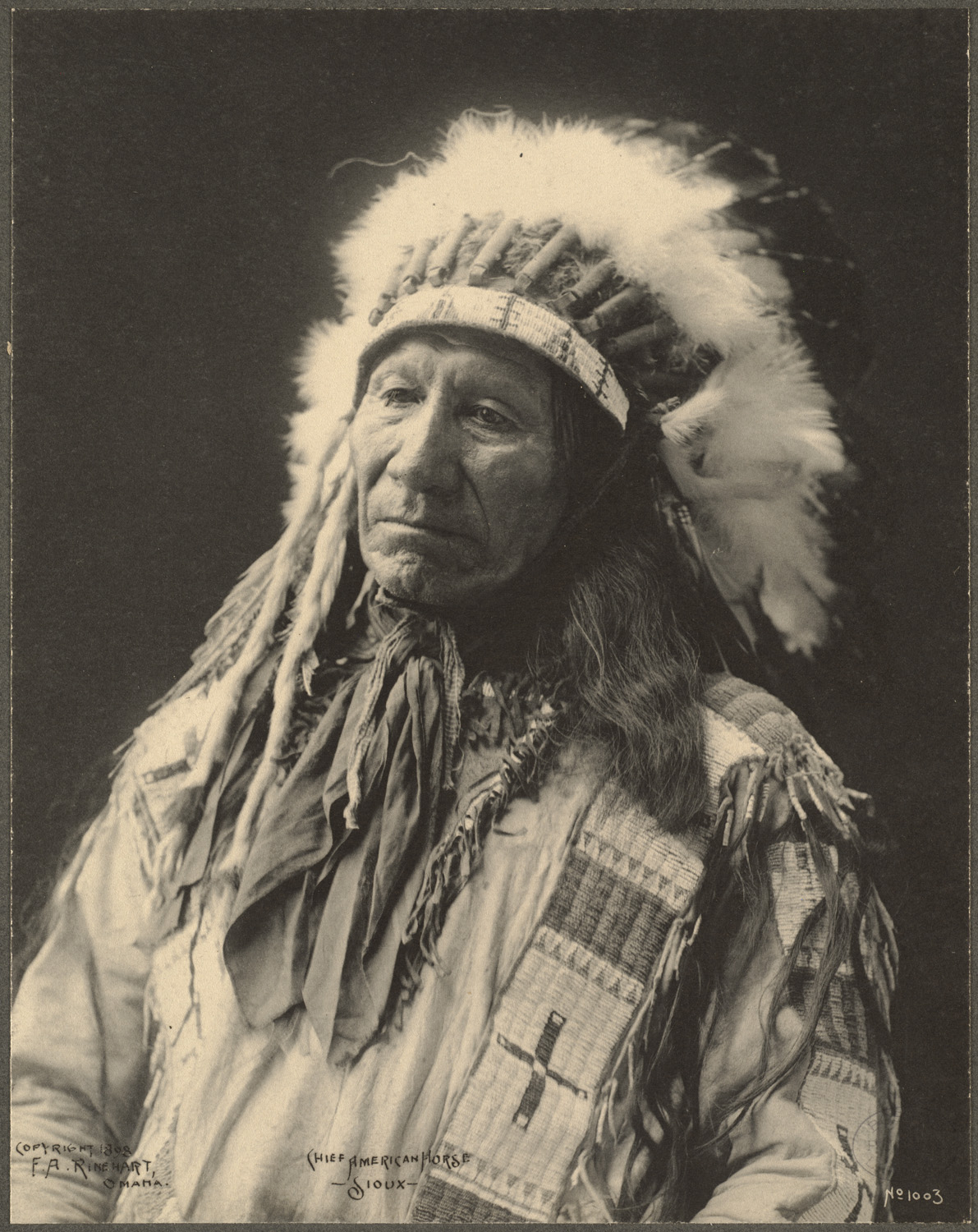
American Horse, o Jovem (foto) é notável na história americana como um Escoteiro do Exército dos EUA e um líder progressista Oglala Lakota que promoveu associações amistosas com os brancos e educação para seu povo.

Há dois chefes Oglala Lakota nomeados "American Horse" notáveis na história americana. O historiador George E. Hyde os distinguiu referindo-se ao chefe "American Horse, o Velho" como filho de Smoke, o Velho; e primo de Red Cloud, e o chefe "American Horse, o Jovem" como filho de Sitting Bear e genro de Red Cloud. American Horse, o Jovem (1840 – 16 de dezembro de 1908) foi um chefe Oglala Lakota, estadista, educador e historiador. American Horse the Younger é notável na história americana como um Escoteiro do Exército dos EUA e um líder progressista Oglala Lakota que promoveu associações amistosas com os brancos e educação para seu povo. American Horse, o Jovem se opôs a Crazy Horse durante a Grande Guerra Sioux de 1876-1877 e o Ghost Dance Movement de 1890, e foi um delegado Lakota em Washington. American Horse, o Jovem foi um dos primeiros Wild Westers com Buffalo Bill's Wild West e um apoiador da Escola Industrial Indígena Carlisle. "Seu histórico como conselheiro de seu povo e sua política na nova situação que o confrontava era viril e consistente e ele era conhecido por sua eloquência." American Horse, o Jovem ganhou influência durante a turbulência da Grande Guerra Sioux de 1876-1877. Após a notícia da morte do chefe American Horse, o Velho  na Batalha de Slim Buttes, Manishnee (não pode andar, ou jogou fora)" aproveitou a oportunidade e assumiu o nome de "Cavalo Americano". American Horse, o Jovem não era parente de American Horse, o Velho, filho do Old Chief Smoke. Ele era filho de Sitting Bear, líder dos True Oglalas, um bando de Oglala oposto ao povo Smoke. As identidades e relatos do American Horse, o Velho e do American Horse, o Jovem foram misturados por alguns historiadores. Assim como seu grande amigo Crazy Horse, não há fotografias ou desenhos conhecidos do Chefe American Horse, o Velho. "Os oglalas parecem incapazes de desfazer o emaranhado."